# Capperia britanniodactylus
Capperia britanniodactylus là một loài bướm đêm thuộc họ Pterophoridae. Nó được tìm thấy ở miền tây châu Âu, từ Ireland và Tây Ban Nha tới Na Uy, Đức và Ý. Nó cũng được tìm thấy ở România và Bulgaria.
Sải cánh dài 18–21 mm. Con trưởng thành bay từ tháng 5 đến tháng 8.
Ấu trùng ăn the stem của Teucrium scorodonia, just below some leaves. These soon wither away. The larvae then continue living underneath these withered leaves. Pupation takes place on the stem under the withered part, under a leaf hoặc on adjacent foliage.